# Грудт, Мона
Мона Грудт (родилась 6 апреля 1971 г.) — норвежская телеведущая, модель, редактор и обладательница титула чемпиона конкурса красоты, коронованная «Мисс Вселенная 1990». Она пока единственная норвежка, завоевавшая титул «Мисс Вселенная».

## Мисс Вселенная
Она стала явным фаворитом судей, выиграв интервью и предварительные соревнования по купальникам, а также все три части полуфинала. Во время конкурса «Мисс Вселенная 1990 года» она назвала себя «королевой красоты из ада» в качестве рекламного трюка (потому что она родилась в адской деревне, расположенной в Стьёрдале, Норвегия; кроме этого, «ад» также означает «удача» на норвежском языке). Второе место заняли Кэрол Гист из США и Лизет Махеча (Колумбия). Во время своего правления она появилась в эпизоде "Звездного пути: Следующее поколение" как «прапорщик Грэм» в эпизоде "Кризис идентичности". Грудт также была последней мисс Вселенная, сопровождавшей Боба Хоупа в его туре по USO. Мона была последней Мисс Вселенная из Европы, которая успешно завершила свое правление, пока Ирис Миттенар из Франции не была коронована Мисс Вселенная 2016 (Оксана Федорова из России, которая первоначально была коронована Мисс Вселенная 2002, была свергнута).

## Жизнь после Мисс Вселенная
Сегодня Грудт — редактор норвежского свадебного журнала Ditt Bryllup (англ. Your Wedding). Кроме того, Мона Грудт заняла 2-е место в норвежской версии «Танцев со звездами», которая в Норвегии называется Skal vi danse («Будем танцевать»). Грудт вернулась на конкурс «Мисс Вселенная» в 1994 году в составе судейской коллегии. В 2010 году она стала ведущей седьмого цикла «Топ-модель Норвегии», который вышел в эфир в 2011 году.